# Love Battery
Love Battery est un groupe de grunge américain, originaire de Seattle, dans l'État de Washington. Formé en 1989, il est influencé par le rock psychédélique.
Pour la plupart de leurs admirateurs Love Battery était un groupe à part de la scène musicale de Seattle, au début des années 1990. Mélange intense de guitare psychédélique, de voix sincère provenant du garage rock des années 1960 et du punk rock des années 1970, leur musique était beaucoup plus complexe que celles jouées par la plupart des groupes similaires à cette époque.

## Biographie

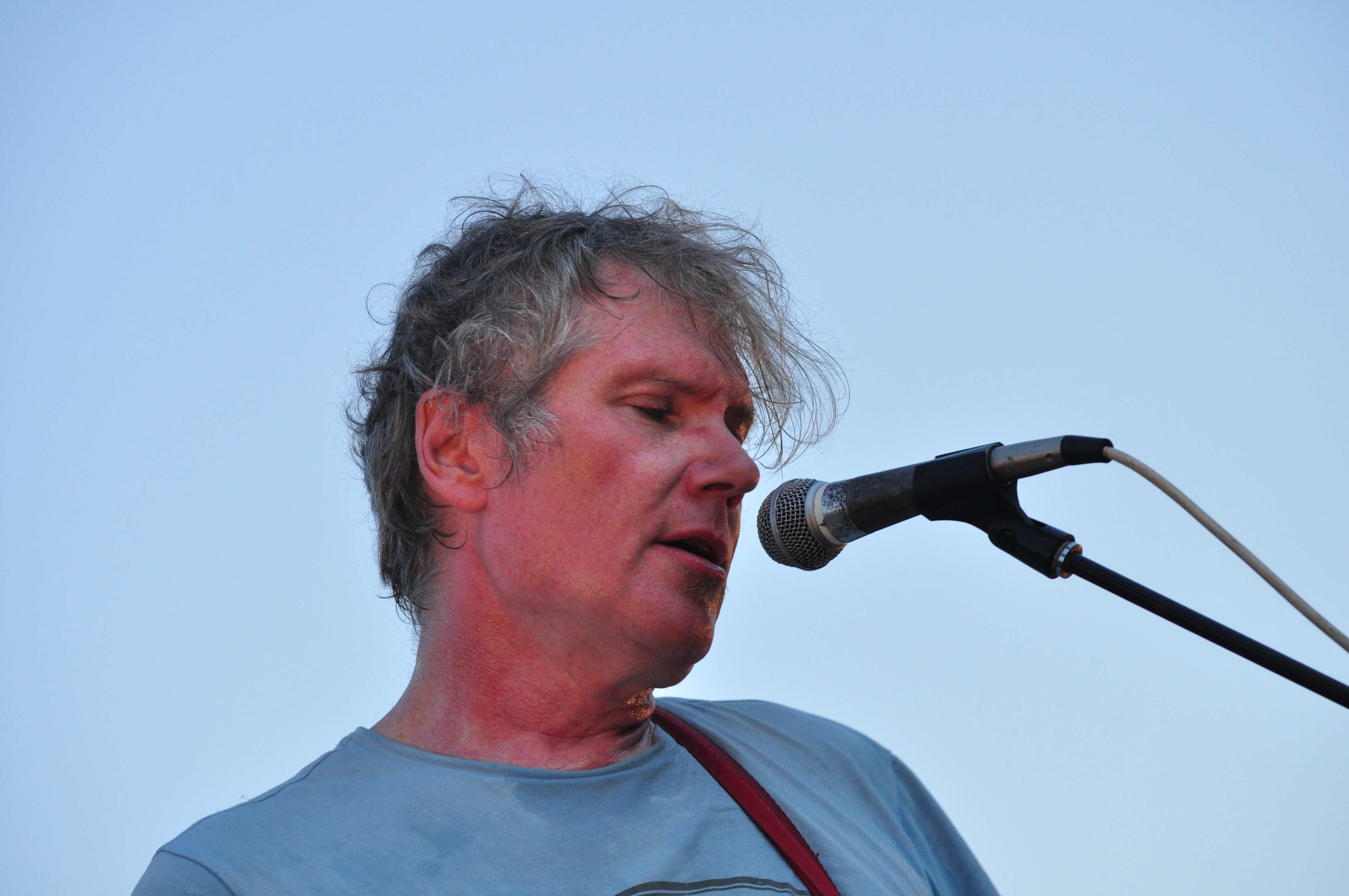
Ron Nine, chanteur du groupe.

Love Battery est formé en 1989 par l'ancien leader des Room Nine, Ron Nine (né Ron Rudzitis), le guitariste Kevin Whitworth (ex-Crisis Party), le bassiste Tommy « Bonehead » Simpson (aussi ex-Crisis Party) et le batteur des Mudhoney, Dan Peters. Leur nom s'inspire de la chanson homonyme du groupe de punk britannique les Buzzcocks. Avant la sortie de leur premier single, Peters quitte le groupe et est remplacé par Jason Finn à la batterie (ex-Skin Yard). Avec cette formation, ils composent le premier single Between the Eyes pour le label Sub Pop. En 1990, Simpson est remplacé par le bassiste Jim Tillman (ex-U-Men). Ils enregistrent leur premier EP, Between the Eyes, en 1990, de nouveau distribué par Sub Pop. L'album original s'étend et devient leur premier album studio, en 1992. Après l'EP Between the Eyes sort le single Foot et l'EP Out of Focus.
En 1992, le groupe enregistre et publie Dayglo. Peu après, Tillman quitte le groupe, et est remplacé par le bassiste Tommy Simpson qui, en retour, sera remplacé par le guitariste Bruce Fairweather (ex-Green River et Mother Love Bone). En 1993, l'album Far Gone, est publié après plusieurs sorties repoussées. Il devait à l'origine est publié par PolyGram Records mais, à cause de problèmes de contrat avec Sub Pop Records, Far Gone sera rejeté par le label. Après le fiasco Far Gone, Love Battery signe avec Atlas Records en 1994 publiant l'EP Nehru Jacket en fin d'année. Il comprend deux chansons qui seront ensuite incluses dans l'album Straight Freak Ticket en 1995. Le label ne soutient pas suffisamment l'album et met en péril le chiffre des ventes, qui sont finalement décevantes. Peu après, Finn quitte le groupe pour rejoindre The Presidents of the United States of America.
En 1996, Love Battery participe au documentaire Hype!, qui chronique tous les groupes du genre grunge. En 1999, ils signent finalement avec le label C/Z Records pour sortir l'album Confusion au Go Go, bien accueilli par la presse spécialisée. Le groupe finira par se séparer en 2002.
En 2011, Love Battery se reforme pour un concert au Mix de Seattle, le 22 octobre. L'année 2012 marque un renouveau pour le groupe qui se réunit au LoFi Performance Gallery le 19 mai, au Mural Amphitheatre de Seattle le 20 août, et au Comet Tavern le 29 octobre, aux côtés notamment d'Atomic Bride, Summer Babes et Blood Orange Paradise. Sur Myspace, ils révèlent ne rien prévoir à l'avenir.

## Discographie

### Albums studio
- 1992 : Between the Eyes (Sub Pop Records)
- 1992 : Dayglo (Sub Pop Records)
- 1993 : Far Gone (Sub Pop Records)
- 1995 : Straight Freak Ticket (Atlas Records)
- 1999 : Confusion au Go Go (C/Z Records)

### Singles et EP
- 1989 : "Between the Eyes b/w Easter (Sub Pop Records)
- 1991 : Foot b/w Mr. Soul (Sub Pop Records)
- 1991 : Out of Focus EP (Sub Pop Records)
- 1994 : Nehru Jacket (EP) (Atlas Records)
- 1996 : Snipe Hunt b/w Punks Want Rights (Let Down Records)

### Apparitions
- 1991 : Between The Eyes (sur la compilation The Grunge Years)
- 1991 : I Just Can't Be Happy Today (sur la compilation Another Damned Seattle Compilation)
- 1994 : Ball And Chain (sur la compilation Milk For Pussy)
- 1994 : No Matter What You Do (sur la compilation We're All Normal And We Want Our Freedom: A Tribute To Arthur Lee and Love)
- 1994 : White Bird (sur la compilation Star Power! K-Tel Hits of the '70s)
- 1995 : Fuzz Factory (sur la compilation Turn It Up and Pass It On, Volume 1)
- 1995 : Straight Freak Show (sur la compilation huH Magazine CD6)
- 1996 : Out Of Focus (Live) (sur la compilation Bite Back: Live At The Crocodile Cafe)
- 1996 : Color Blind (sur la compilation Home Alive: The Art of Self-Defense)
- 1999 : Commercial Suicide (sur la compilation Teriyaki Asthma, Vols. 6-10)
- 2003 : "Between The Eyes (sur la compilation The Birth of Alternative Vol. 2)
- 2006 : Half Past You (sur la compilation Sleepless In Seattle: The Birth of Grunge)